# Maria Svolou
Maria Svolou (griechisch Μαρία Σβώλου, geborene Desypri; * ca. 1892 in Athen; † 3. Juni 1976) war eine griechische Frauenrechtlerin und Politikerin.

## Leben
Maria Desypri wurde um 1892 als Tochter des Georges Desypros und dessen Ehefrau geboren. Desypri war eine von vier Töchtern des Ehepaares. Die Familie lebte zwei Jahre in Piräus, bevor sie nach Larisa zog, wo der Vater zum Direktor einer Filiale der griechischen Nationalbank ernannt wurde. Sie besuchte eine Arsakeion-Schule in Larissa, die sie 1907 abschloss. Nach dem Tod des Vaters im Jahr 1915 übersiedelte die Familie wieder nach Athen. Im Jahr 1916 erhielt Desypri dort einen Abschluss in Französisch und 1919 eine Lehrbefähigung für Französisch durch das Ministerium für kirchliche und öffentliche Bildung. Im Jahr 1923 heiratete sie den Jura-Professor Alexandros Svolos, den sie 1921 bei ihrer Arbeit im Arbeitsministerium kennengelernt hatte.
Svolou war schon früh für die Frauenbewegung in Griechenland aktiv. Als Generalsekretärin der Liga für Frauenrechte setzte sie sich für die Schaffung von Abendschulen für Frauen ein und kämpfte gegen die Prostitution. Sie setzte sich für die Gleichberechtigung für Frauen in ihrem Land ein und engagierte sich im Panhellenischen Frauenkomitee gegen Krieg und Faschismus. Als Inspektorin für Arbeit im Wirtschaftsministerium nutzte sie ihre Stellung, um auf die Arbeits- und Wohnbedingungen von verarmten Arbeiterinnen hinzuweisen.
Svolou engagierte sich zwischen 1911 und 1936 für eine liberale Politik und unterstützte die Friedensbewegung. Sie war Herausgeberin des politischen Frauenmagazins O Agonas tis Gynaikas. Als ihr Mann wegen seiner Sympathien für die Kommunistische Partei Griechenlands von 1936 bis 1939 von Diktator Ioannis Metaxas verbannt wurde, ging sie mit ihm. Obwohl Svolou Anführerin der liberalen Frauenbewegung ihres Landes, glaubte aber daran, dass eine geschlechtliche Gleichstellung nur durch einen tiefgreifenden gesellschaftlichen Wandel erreicht werden könne.
Im Jahr 1940 kehrte sie nach Griechenland zurück und war freiwillige Krankenschwester im Griechisch-Italienischen Krieg. Später organisierte sie während der deutschen Besetzung Griechenlands im Zweiten Weltkrieg Mahlzeiten für Kinder. 1941 war sie zuständig für die Beaufsichtigung der Milchverteilung in Athen. Immer wieder schrieb sie in dieser Zeit Artikel über politische und gesellschaftliche Themen und setzte sich in Hilfsorganisationen für Bedürftige ein.
Svolou schloss sich bald der Nationalen Befreiungsfront (ELAS-EAM) an und wurde zum Mitglied des Nationalrates gewählt, während ihr Mann im April 1944 Vorsitzender des Politischen Komitees der Nationalen Befreiung wurde. Zusammen mit Rosa Imvrioti organisierte Svolou im Mai 1946 in Athen die erste landesweite Frauenkonferenz, an der Delegierte der neu formierten Frauengruppen aus vielen Dörfern und Städten teilnahmen und über die erschreckenden Lebensbedingungen berichteten, denen sie als Unterstützerinnen der Eniaia Panelladiki Organosi Neon (Vereinigte Panhellenische Jugendorganisation) oder der ELAS ausgesetzt waren oder im KZ Ravensbrück. Svolou sympathisierte mit den Kommunisten. Während des Griechischen Bürgerkrieges wurde sie 1948 verhaftet und verbrachte über ein Jahr im Athener Averoff-Gefängnis.
Nach dem Tod ihres Mannes im Jahr 1956 bewarb sich Svolou für die linke Eniea Dimokratiki Aristera um einen Parlamentssitz und wurde zwei Mal in das griechische Parlament gewählt. Sie war außerdem Mitglied des Zentralkomitees ihrer Partei.